# Karpivți, Hmelnîțkîi
Karpivți (în ucraineană Карпівці) este un sat în comuna Rujîceanka din raionul Hmelnîțkîi, regiunea Hmelnîțkîi, Ucraina.

## Demografie
Componența lingvistică a localității Karpivți
     Ucraineană (98,57%)
     Rusă (1,43%)
Conform recensământului din 2001, majoritatea populației localității Karpivți era vorbitoare de ucraineană (98,57%), existând în minoritate și vorbitori de rusă (1,43%).